# Jur nad Hronom
Jur nad Hronom je obec na Slovensku ležící v okrese Levice v Nitranském kraji.

## Přírodní podmínky
Obec leží na levobřežním vale nivy Hronu. Katastr je rovinatý, převážně odlesněný, jen podél řeky rostou nevelké lužní lesíky, v nichž převažuje topol.

## Historie
První písemná zmínka o obci pochází z roku 1276 jako Sanctus Georgius, později se objevuje pod názvy Villa S. Georgii (1292), Zenthfywrgh (1424), Hronský Svätý Jur (1920), Svätý Jur nad Hronom (1927), Jur nad Hronom (1948), maďarsky Garamszentgyörgy. V roce 1312 obec zpustošil Matúš Čák Trenčanský. Obyvatelé se zabývali tradičně zemědělstvím a chovem koní.

## Pamětihodnosti
- románský kostel sv. Jiří z poloviny 13. století, později přestavěný a rozšířený
- zvonice z 19. století